# Acolla (distrito)
Acolla é um distrito da província de Jauja, localizado do Departamento de Junín, Peru.

## Transporte
O distrito de Acolla é servido pela seguinte rodovia:
- PE-3SA, que liga o distrito de Jauja ao distrito de Tarma[2][3][4]